# All the World's a Stage
All The World's a Stage es el título del primer álbum grabado en directo por la agrupación canadiense de rock progresivo Rush y el quinto en total de su carrera artística. Fue grabado a lo largo de tres conciertos -durante la gira promocional del álbum 2112- que ofreció la banda en el Massey Hall de Toronto, los días 11, 12 y 13 de junio de 1976 y fue lanzado al mercado en Estados Unidos el 29 de septiembre de 1976.
El nombre del álbum es un tributo a William Shakespeare: en idioma inglés, su célebre comedia As You Like It (en español: Como gustéis) contiene un soliloquio recitado por el personaje Jaques (asistente del duque), cuya primera frase es precisamente la que da título al álbum. Dice así: "All the world's a stage, and all the men and women merely players", que en español significa: El mundo entero es un escenario, y todos los hombres y mujeres son simples actores. No es, sin embargo, la única referencia shakespeariana de Neil Peart: en la canción Limelight, de su álbum Moving Pictures, aparece una frase similar.
No tuvo lanzamiento comercial en Latinoamérica. Fue editado originalmente como álbum doble, pero posteriormente, fue remasterizado y reeditado en disco compacto, en 1997, como un solo disco. En este álbum se deja constancia por primera vez del talento de Neil Peart en un solo de batería, que se puede escuchar al final de la canción Working Man.

## Canciones
Disco 1 - Lado A
- "Bastille Day" (4:57)
- "Anthem" (4:56)
- "Fly by Night/In the Mood" (5:03)
- "Something for Nothing" (4:02)

Disco 1 - Lado B
- "Lakeside Park" (5:04)
- "2112" (15:45)
  - Overture (4:16)
  - The Temples of Syrinx (2:12)
  - Presentation (4:27)
  - Soliloquy (2:22)
  - Grand Finale (2:28)

Disco 2 - Lado A
- "By-Tor & The Snow Dog" (11:57)
- "In the End" (7:13)

Disco 2 - Lado B
- "Working Man/Finding My Way" (14:56)
- "What You're Doing" (5:39)

## Músicos
- Geddy Lee: Voz y Bajo
- Alex Lifeson: Guitarra y coros
- Neil Peart: Batería y percusión

- Datos: Q654371